# Zhongtong Bus
Zhongtong Bus Holding Co., Ltd. (SZSE: ) es una empresa de fabricación de autobuses china basada en Liaocheng, Provincia de Shandong Provincia. La compañía aparece listada en la Bolsa de Valores de Shenzhen, y es uno de los mayores fabricantes de autobuses de China.

## Historia
La compañía se fundó en 1958, como Liaocheng Fabrica de Manufacturas y Reparaciones de Vehículos y empezó construir autobuses en 1971. Después de una serie de cambios de nombre, adoptó su nombre actual Zhongtong Autobús, en 1998.

## Productos
La gama de productos de Zhongtong Bus va desde autobuses  ligeros de 6 metros, a autobuses de lujo de alta gama de 18 metros, incluyendo de carretera, urbanos y ligeros.

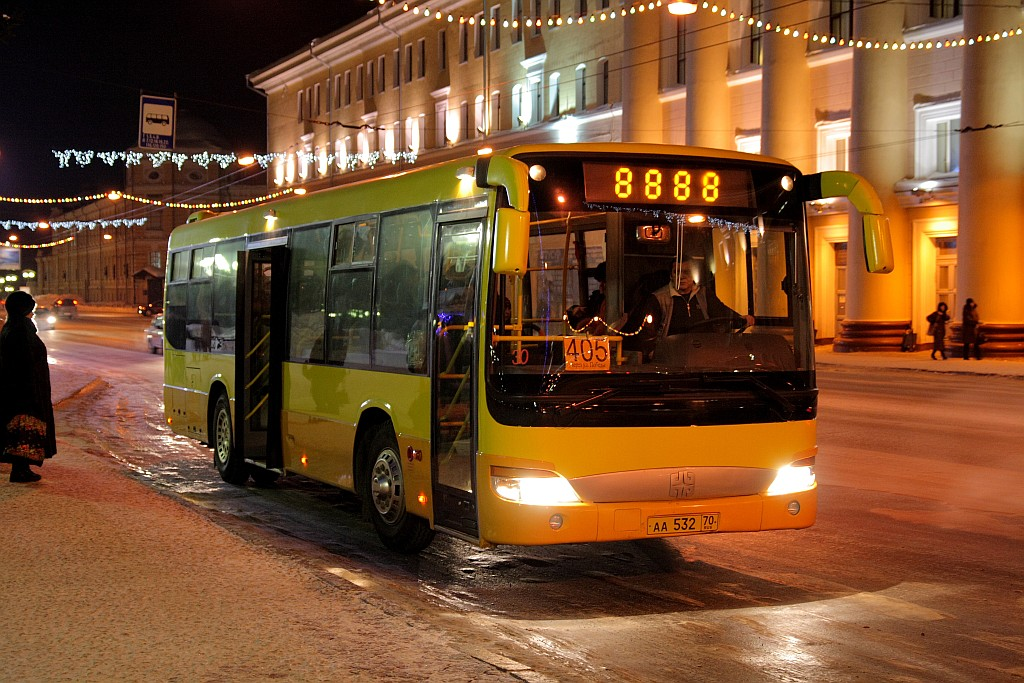
Un Zhongtong LCK6103G
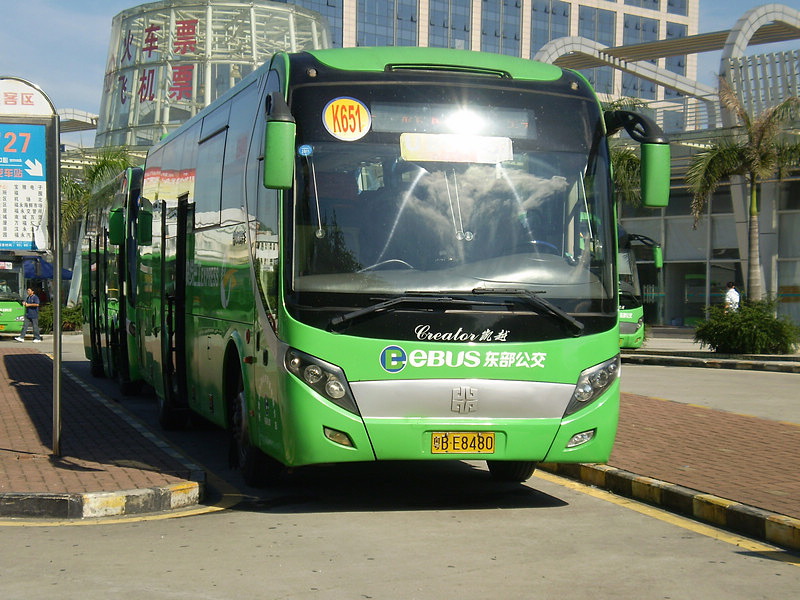
Un Zhongtong autobús en servicio en Shenzhen
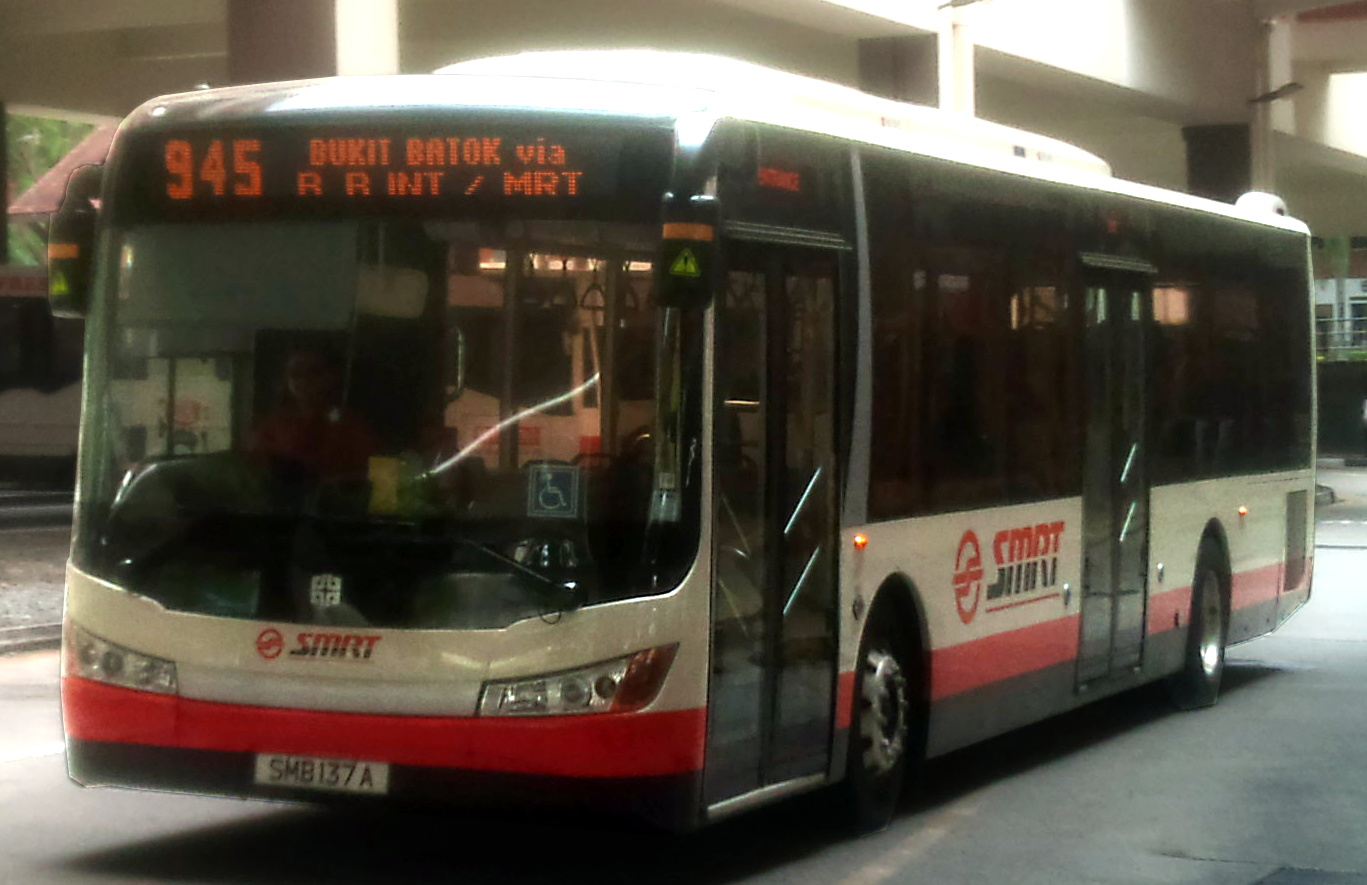
Un Zhongtong LCK6121GHEV
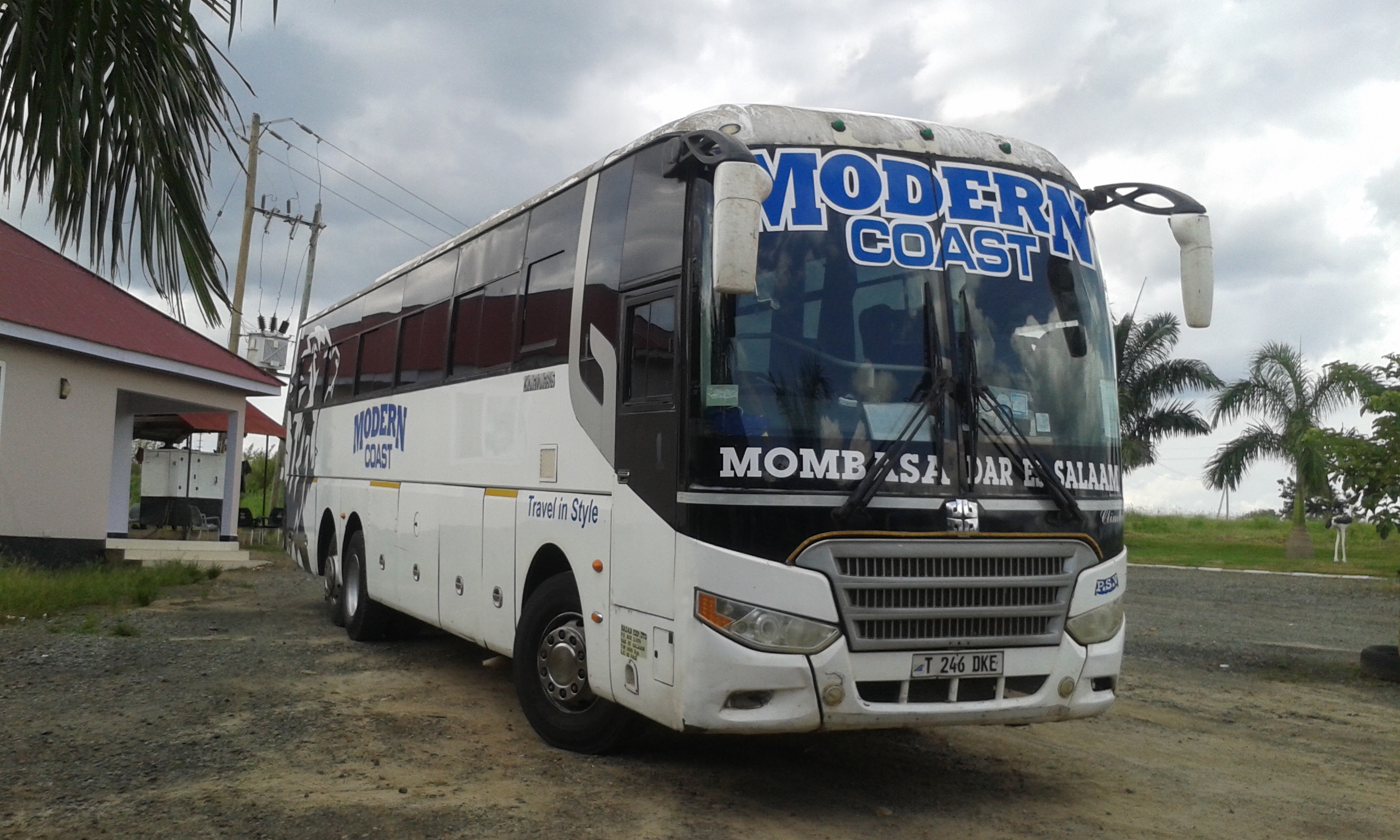
Un Zhontong autobús en Tanzania

## Operaciones
La compañía indicó que el espacio combinado de sus instalaciones totaliza alrededor de 300.000 metros cuadrados. Una filial, Xinjiang Zhongtong Bus Co Ltd, es responsable de una línea de producción que ha entrado en operación en 2007.

## Clientes importantes
Los clientes de Zhongtong Bus incluyen la ciudad de Boston,Provincia de Shandong. También hace a medida el TransJakarta, un sistema de Autobús Rápido de Tránsito de Yakarta, capital de Indonesia, además de ser los proveedores de las llamadas “Rutas Express” en García, Nuevo León y el sistema de transporte Ecovía, Operado por el Instituto de Movilidad y Accesibilidad de Nuevo León